# Saint-Bonnet-des-Bruyères
Saint-Bonnet-des-Bruyères – miejscowość i gmina we Francji, w regionie Owernia-Rodan-Alpy, w departamencie Rodan. Nazwa miejscowości pochodzi od imienia św. Boneta.
Według danych na rok 1990 gminę zamieszkiwały 412 osoby, a gęstość zaludnienia wynosiła 19 osób/km² (wśród 2880 gmin regionu Rodan-Alpy Saint-Bonnet-des-Bruyères plasuje się na 1224. miejscu pod względem liczby ludności, natomiast pod względem powierzchni na miejscu 436.).